# Technological fix
Met technological fix of technosolutionisme  wordt bedoeld dat bij de oplossing van problemen of een bepaald probleem bovenal aan techniek of technologie wordt gedacht. Voorbeeld zijn het oplossen van verkeersveiligheid met veiliger auto’s, menselijke gezondheid met betere medicijnen en energievraagstukken met betere energietechnologie. Economische, sociale, psychologische aspecten van het probleem krijgen geen of relatief weinig aandacht. 
Voor grote maatschappelijke problemen worden vaak oplossingen aangedragen die verschillen in de mate waarin technologie wordt geacht een oplossing te bieden. 
Technologie-optimisten menen dat wetenschap, technologie en techniek de sleutel vormen voor elk probleem of conflict. Technologie-pessimisten leggen sterk de nadruk op sociaal-economische aspecten, attitudes of waarden bij oplossingen van problemen. Critici van het technologie-optimisme vrezen dat het blind vertrouwen in technologische vooruitgang ervoor zorgt dat er te weinig aandacht wordt besteed aan de ware oorzaak van het probleem. Technische oplossingen voor een probleem brengen namelijk vaak andere, nieuwe problemen met zich mee en zorgen zo eerder voor een verschuiving dan een ware oplossing van het probleem. Er wordt daarom steed meer gepleit voor interdisciplinariteit in wetenschappelijk onderzoek, dat een grotere diversiteit aan perspectieven met zich meebrengt. Zo werden covid-19 adviesorganen van de overheid niet enkel bevolkt door biomedische experten, maar ook door sociologen, geografen, psychologen, economisten en juristen.
Het wereldvoedselprobleem bijvoorbeeld is volgens de laatste groep het best aan te pakken door de verdeling van voedsel rechtvaardiger te maken, de ontwikkeling van onderwijs in  onderontwikkelde landen te verbeteren en mensen ervan bewust te maken dat het eten van minder dierlijke eiwitten belangrijk is. Deze groep vreest dat een sterke nadruk op technologie  belangrijke oorzaken van het probleem negeert en soms zelfs tot nieuwe problemen leidt De technologie-optimisten ontkennen de noodzaak van dergelijke oplossingen niet per se maar leggen de nadruk op hogere productie van voedsel met de meest geavanceerde technologie, omdat deze sneller resultaat op zouden leveren.
Een ander voorbeeld is het tegengaan van tandbederf bij jongeren. Een technologische oplossing is het fluorideren van drinkwater, een alternatieve, niet-technologische verandering, is het beïnvloeden van ander eetgedrag en betere tandheelkundige verzorging.